# Celaena albipuncta
Celaena albipuncta là một loài bướm đêm trong họ Noctuidae.